# قلحكم (الخبت)

تعديل مصدري - تعديل

قلحكم هي إحدى قرى عزلة الظاهر بمديرية الخبت التابعة لمحافظة المحويت، بلغ تعداد سكانها 472 نسمة حسب تعداد اليمن لعام 2004.